# Замах на ГОЕЛРО
Замах на ГОЕЛРО — радянський трисерійний художній телефільм 1986 року, знятий на Свердловській кіностудії.

## Сюжет
Основні події у фільмі відбуваються в місті Краснотальську, на Уралі (зйомки відбувалися в Кунгурі і Свердловську). Час дії — 1932 рік. На одній з електростанцій здійснений диверсійний акт, робота станції зупинена. ОГПУ розшукує німецьку агентуру, яка намагається зірвати виконання плану ГОЕЛРО. Вороги націлені на виведення з ладу стратегічно важливих об'єктів Уралу і ДніпроГЕСу. З метою посилити розшук і вийти на агентуру ворога в Краснотальську відряджається досвідчений співробітник ОГПУ Віктор Сергійович Ларцев. На місці він стикається з кустарними методами розслідування. Непродумані дії органів шкодять справі. Ларцев не поспішаючи, крок за кроком починає своє розслідування, на ходу навчаючи співробітників його правильному веденню. І ось шпигун схоплений і отримує по заслугах, але життя багатьох хороших людей закінчується трагічно.

## У ролях
- Юрій Назаров —  Віктор Ларцев
- Георгій Юматов —  Василь Ілліч Сергєєв, начальник місцевої міліції
- Олексій Булдаков —  Іван Воробйов, місцевий міліціонер
- Валерій Баринов —  Микола Єгоров, черговий залізничної станції
- Олександр Михайлов —  Микита Бугров, головний інженер електростанції
- Любов Поліщук —  Анна Маринова
- Антанас Барчас —  В'ячеслав Рудольфович Менжинський
- Ігор Лєдогоров —  Леонід Петрович Базов, начальник особливого відділу ОГПУ
- Родіон Нахапетов —  Ігор Борисов
- Анна Каменкова —  Ніна Бугрова
- Валерій Захар'єв —  Валет, кишеньковий злодій
- Геннадій Юхтін —  Афанасій Матвійович Мокін, комірник електростанції
- Світлана Рябова —  Антоніна Мокіна, секретарка в ГПУ
- Альгімантас Масюліс —  ГАБТУ
- Гедимінас Гірдвайніс —  Франц Фішер
- Гедимінас Карка —  Бюхнер
- Борис Клюєв —  Ганс Мюллер
- Павло Бєлозьоров —  Степан Пономарьов
- Петро Зайченко —  Щербаков
- Олег Афанасьєв —  Рогов, оперуповноважений
- Віра Глаголєва —  Катя Царьова
- Муза Крепкогорська —  працівниця заводу в Краснотальську
- Мілена Тонтегоде —  Юлія, секретарка ГАБТУ
- Ігор Бєлозьоров —  комерсант

## Знімальна група
- Режисер — Микола Гусаров
- Сценарист — Владислав Романов
- Оператор — Борис Шапіро
- Композитор — Едуард Артем'єв